# Edenticosa
Edenticosa is een geslacht van spinnen uit de familie wolfspinnen (Lycosidae).

## Soorten
De volgende soorten zijn bij het geslacht ingedeeld:
- Edenticosa edentula (Simon, 1910)